# Alliance for Responsible Citizenship
Die Alliance for Responsible Citizenship (ARC) ist ein rund um den Initiator Jordan Peterson gegründeter Quasi-Think-Tank. Zusammen mit John Anderson und Philippa Stroud gab dieser im Juni 2023 die Gründung in London bekannt. Die Organisation ist unter diesem Namen seit Januar 2023 als Limited Company (Ltd.) in England und Wales eingetragen. Die Direktoren sind Alan McCormick und Jonathan Hill.

## Ziele
Das Ziel der Organisatoren ist es, als Antwort auf grundlegende soziale, wirtschaftliche, philosophische und kulturelle Fragen eine kulturelle Vision zu entwickeln. Sie möchten eine Alternative zu sich vergrößernden Regierungen bieten, indem sie „Antworten suchen, die sich auf die höchsten Tugenden der Menschheit und ihre außergewöhnliche Fähigkeit zu Innovation und Einfallsreichtum stützen.“
Im Rahmen von sechs Fragen versuchen sie verschiedene gesellschaftliche Probleme zu adressieren – von Wirtschaftswachstum über den Streit um kulturelle Werte, polarisierte Politik und Gesellschaften bis hin zu einem Gefühl der Zerbrechlichkeit und Krise, angefangen bei individuellen Menschen bis zu ganzen Demokratien.
Der Verband aus Politik, Wirtschaft, Kunst und Kultur möchte deshalb versuchen, die „moralischen, kulturellen, wirtschaftlichen und spirituellen Grundlagen“ zu stützen, um eine Zukunft vorzustellen, in der Bürger eigenmächtig die Verantwortung dafür übernehmen, „ihren Häusern, Nachbarschaften und allen Bereichen der Gesellschaft in ihrem Land, Gedeihen und Wohlstand zu bringen“.

## Konferenzen
Anfang November führte die Organisation ihre erste internationale Konferenz in London durch. Die römisch-katholische Wochenzeitung Die Tagespost nannte die Veranstaltung eine Ermutigung zum „Kulturkampf auf Grundlage des christlichen Menschenbildes“. Aus Teilnehmerkreisen wurde „woker“ Kapitalismus und ein „links-grünes Narrativ der Permakrise“ kritisiert. Besucht wurde die Veranstaltung von Konservativen und Rechten aus der ganzen Welt.
Bei einer weiteren Konferenz Anfang 2025 nahmen gemäß geleaker Teilnehmerliste unter anderem Manager fossiler Energiekonzerne, Mitglieder der Regierung Trump, Verbündete von Klimawandelleugnerorganisationen, politische Führungspersönlichkeiten aus Europa und rechte Tech-Milliardäre teil. Verschiedene Teilnehmer beschrieben die Veranstaltung als "rechtes Davos", Mega-Kirchen-Versammlung oder "Rettet-den-Westen-Versammlung".
Während bei der ersten Konferenz gemäß Canada's National Observer noch vorsichtig über den Klimawandel gesprochen wurde, scheine bei der zweiten Konferenz „diese scheinbar vorsichtige Herangehensweise einer vollständigen Klimaleugnung zu weichen“. Unter anderem ging es offensiv um Bekämpfung von Klimaschutz und Verbreitung von gegen erneuerbare Energien gerichteten Narrativen. Peterson erklärte bei einem Panel mit Nigel Farage, die übergeordneten Ziele des ARC in Bezug auf den Klimawandel seien die Entlarvung des „Klimaschwindels der Umweltschützer“ und die Beendigung der „entsetzlichen Politik“ von Netto-Null-Emissionen. US-Energieminister Chris Wright sagte, Netto-Null-Emissionen seien ein „bösartiges Ziel“ und ergänzte in Anlehnung auf kursierende Verschwörungstheorien, sie seien „mit Sicherheit ein mächtiges Instrument, um die Macht der Regierung und die Kontrolle von oben zu vergrößern und die Freiheit der Menschen einzuschränken“.

## Organisation
Es sind zwei Gesellschafter des Unternehmens Alliance for Responsible Citizenship bekannt, eine in Dubai registrierte Investment-Management-Gruppe names Legatum Ventures und der rechtsgerichtete britische Investor Paul Marshall. Beide Investoren finanzieren auch das rechtsgerichtete Mediennetzwerk GB News und den konservativen Thinktank Legatum Institute.
Das Unternehmen war von Dezember 2016 bis Ende Januar 2023 als Limited Company (Ltd.) in England und Wales mit dem Namen Prosperity UK 2017 Limited eingetragen. Seit dem 20. Januar 2023 trägt es den Namen Alliance for Responsible Citizenship.

Das Organisationskomitee setzt sich laut Eigenauskunft der Organisation zusammen aus:
- Alan McCormick
- Amanda Stoker
- Arthur C. Brooks
- Barry Strauss
- Bjørn Lomborg
- Christopher Chandler
- Colin Brazier
- Dan Crenshaw
- Erica Komisar
- Gudrun Kugler
- Helena Morrissey
- James Orr
- John Anderson
- John Howard
- Jonathan Pageau
- Jordan B. Peterson
- Katy Faust
- Leslyn Lewis
- Louis Gave
- Louise Perry
- Mike Johnson
- Mike Lee
- Miriam Cates
- Nicholas Boys Smith
- Niall Ferguson
- Nims Obunge
- Paul Marshall
- Philippa Stroud
- Rebeccah L. Heinrichs
- Rick Geddes
- Riva Melissa Tez
- Robin Batterham
- Stephen Blackwood
- Tony Abbott
- Vivek Ramaswamy
- Winston Marshall